# Championnats du monde de pentathlon moderne 1996
Navigation
Édition précédente Édition suivante

Les Championnats du monde de pentathlon moderne 1996 se sont tenus à Rome pour les compétitions masculines, et à Sienne, en Italie, pour les compétitions féminines.

## Podiums

### Hommes
| Épreuves  | Or                                                     | Argent                                                    | Bronze                                                 |
| --------- | ------------------------------------------------------ | --------------------------------------------------------- | ------------------------------------------------------ |
| En relais | Pologne Maciej Czyżowicz Igor Warabida Dariusz Mejsner | France Frédéric Clercq Sébastien Deleigne Christophe Ruer | Kazakhstan Aleksandr Parygin Oleg Rebrov Dmitry Tyurin |

### Femmes
| Épreuves    | Or                                                       | Argent                                                    | Bronze                                                    |
| ----------- | -------------------------------------------------------- | --------------------------------------------------------- | --------------------------------------------------------- |
| Individuel  | Biélorussie Zhanna Shubenok                              | Pologne Dorota Idzi                                       | Russie Yelizaveta Suvorova                                |
| Par équipes | Russie Yelizaveta Suvorova Yelena Felina Olga Mukhortova | Allemagne Kim Raisner Barbara Oltarjow Tanja Meyer-Efland | Pologne Dorota Idzi Iwona Kowalewska Anna Sulima          |
| En relais   | Pologne Iwona Kowalewska Dorota Idzi Edyta Małoszyc      | Italie Fabiana Fares Federica Foghetti Emanuela Gabella   | Allemagne Tanja Meyer-Efland Barbara Oltarjow Kim Raisner |